# Giuseppina Bartolo
Giuseppina Bartolo (19 de junio de 1948) es una botánica italiana.
Desarrolla actividades académicas y científicas en el "Dipartimento di Botanica" de la Universidad de Catania. En sus investigaciones, ha participado en varias conferencias y es autora de numerosos artículos publicados en revistas científicas nacionales e internacionales. Sus estudios de la flora y vegetación del Mediterráneo, especialmente en Sicilia, Calabria, Malta, Cirenaica. Además de investigaciones taxonómicas y cariológicas en varias clases de la flora mediterránea, en particular de la familia Orchidaceae, contribuyendo a ampliar el conocimiento, y la condujo a la descripción de especies nuevas.

## Algunas publicaciones
- giuseppina Bartolo, salvatore Brullo, pietro Pavone. 1986. Allium lopadusanum (Liliaceae), a New Species from Lampedusa (Sicily). Willdenowia 16 ( 1 ): 89-93

- giuseppina Bartolo, salvatore Brullo, pietro Pavone. 1987. A New Species of Suaeda (Chenopodiaceae) from Lampedusa, Sicily. Willdenowia 16 ( 2 ): 391-393

- --------, s. Pulvirenti. 1997. Ophrys calliantha (Orchidaceae): una nuova specie della Sicilia. Rivista Italiana di Orchidologia - Caesiana 9: 41-47

- --------, s. D’Emerico, s. Pulvirenti, a. Scrugli, m.c. Terrasi. 2001. Karyotype structure and chromosome banding in Limodorum brulloi Bartolo & Pulvirenti (Orchidaceae). Jour. Eur. Orch. 34 (1): 8796

- --------, e. Lanfranco, g. Pulvirenti, d.t. Stevens. 2001. Le Orchidee dell’arcipelago maltese (Mediterraneo centrale). Jour. Eur. Orchids 33 (3): 743870

### Libros
- 1977. Considerazioni fitogeografiche sugli endemismi della Cirenaica settentrionale. Pubblicazioni dell'Istituto di botanica dell'Università di Catania. Ed. Tip.Valbonesi. 154 p.

- 1978. Osservazioni fitosociologiche sulla pineta a 'Pinus halepensis' di Vittoria (Sicilia meridionale). Pubblicazioni dell'Istituto di botanica dell'Università di Catania. Ed. Valbonesi, 153 p.

- 1982. La vegetazione costiera della Sicilia sud-orientale. 50 p.

- 1983. La vegetazione segetale della Sicilia sud-orientale. Pubblicazioni dell'Istituto di botanica dell'Università di Catania. 321 p.

- 1990. Flora e vegetazione dell'isola di Lampedusa. 137 p.

- La abreviatura «Bartolo» se emplea para indicar a Giuseppina Bartolo como autoridad en la descripción y clasificación científica de los vegetales.[2]